# نمودار اوانس
نمودار اوانس (به انگلیسی: Evans diagram) یکی از روش‌های نمایش گرافیکی ارتباط شدت جریان در واحد سطح با پتانسیل الکتریکی در خوردگی یا پوشش‌دهی فلزات با پلاریزاسیون خطی است. این نمودار همچنین از معادلهٔ تافل نیز حاصل می‌شود. از نمودار اوانس می‌توان پتانسیل خوردگی ({\displaystyle E_{corr}}) و جریان خوردگی ({\displaystyle i_{corr}}) را برای فلزات پلاریزه نشده بدست آورد.
این نمودار به نام اولیک ریچاردسون اوانس متالورژیست بریتانیایی نامگذاری شده‌است.